# オルレアン実験線
座標: 北緯48度01分42秒 東経1度53分02秒 / 北緯48.02833度 東経1.88389度

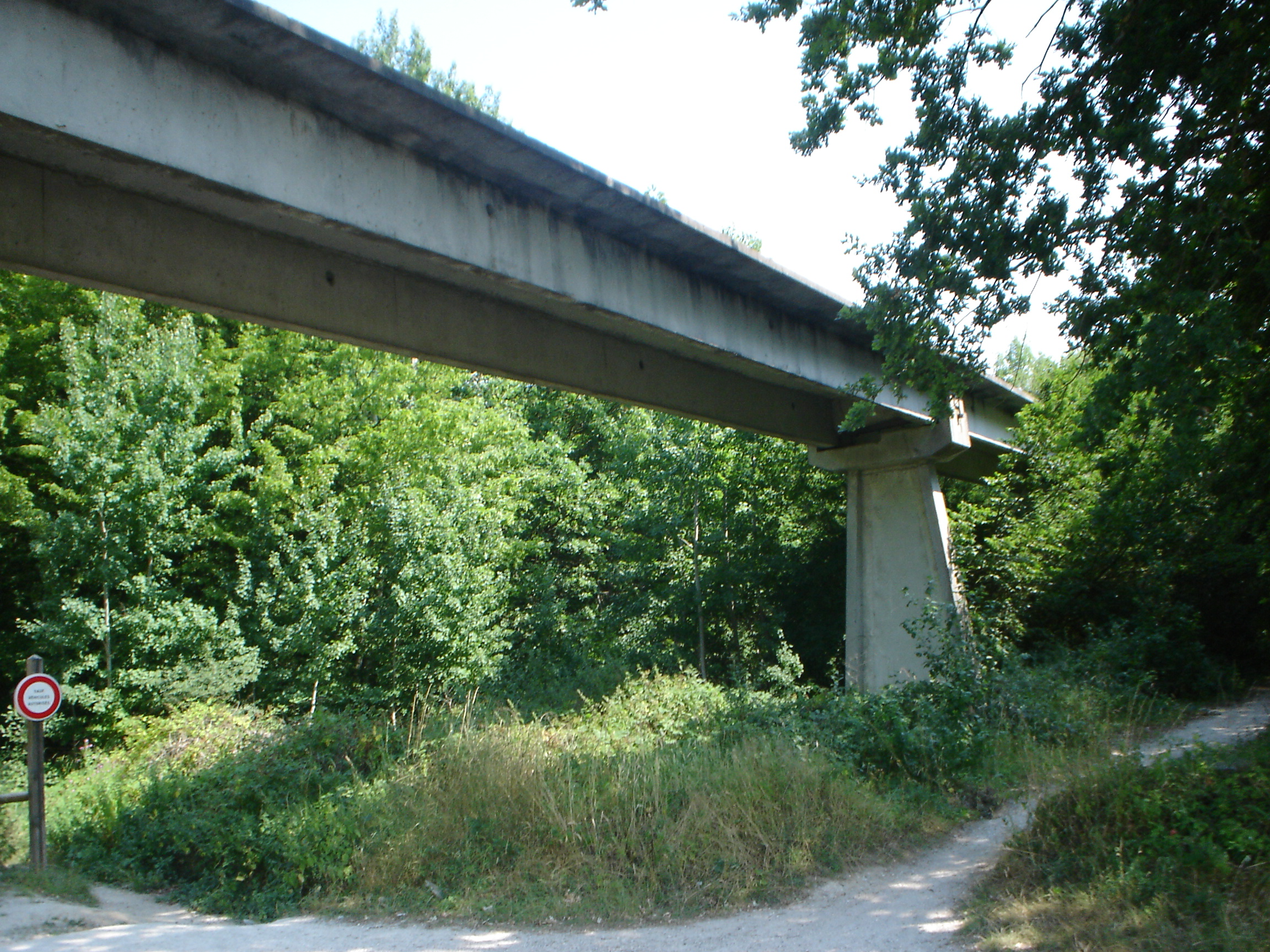
森の中の高架

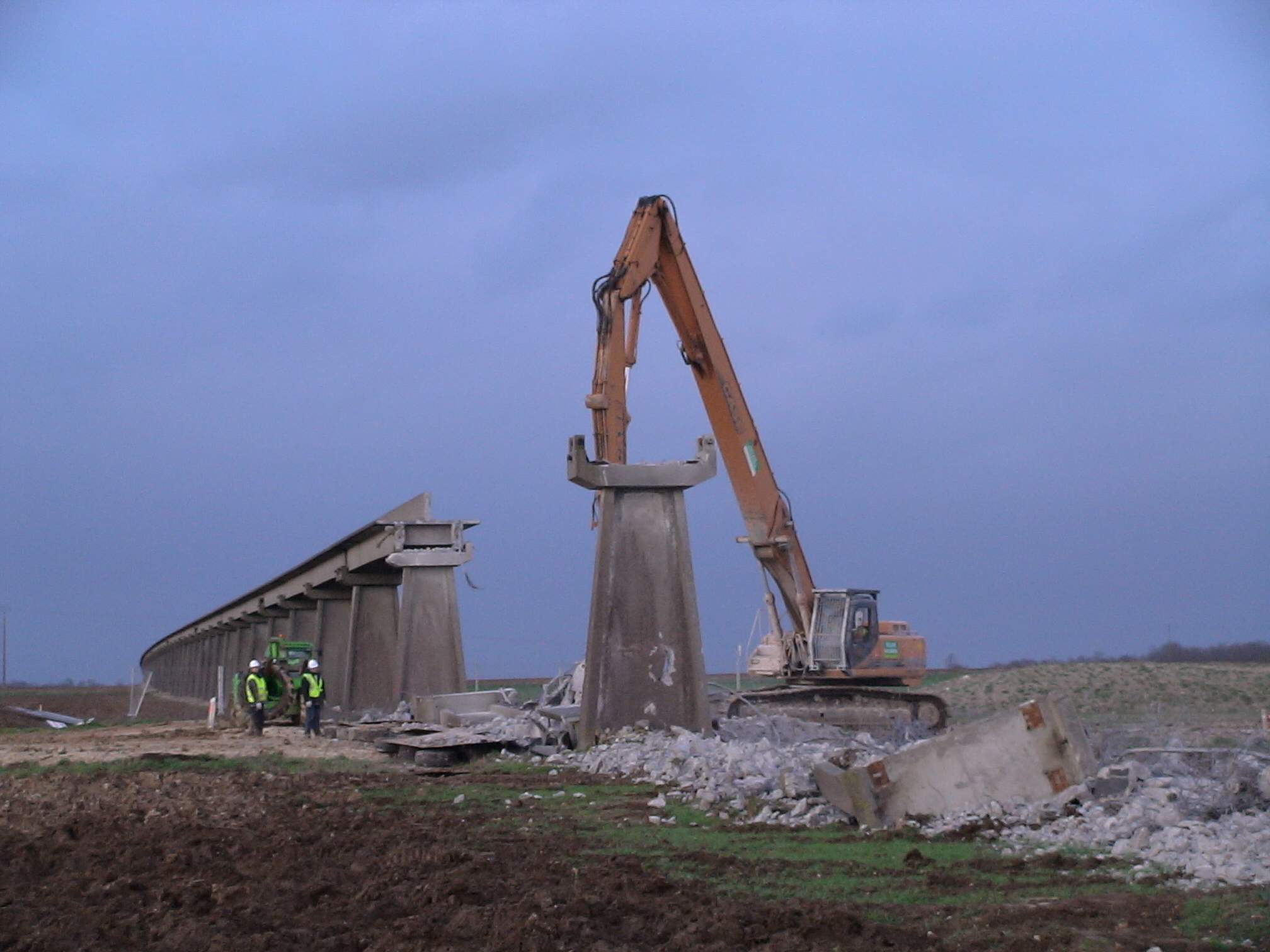
撤去作業

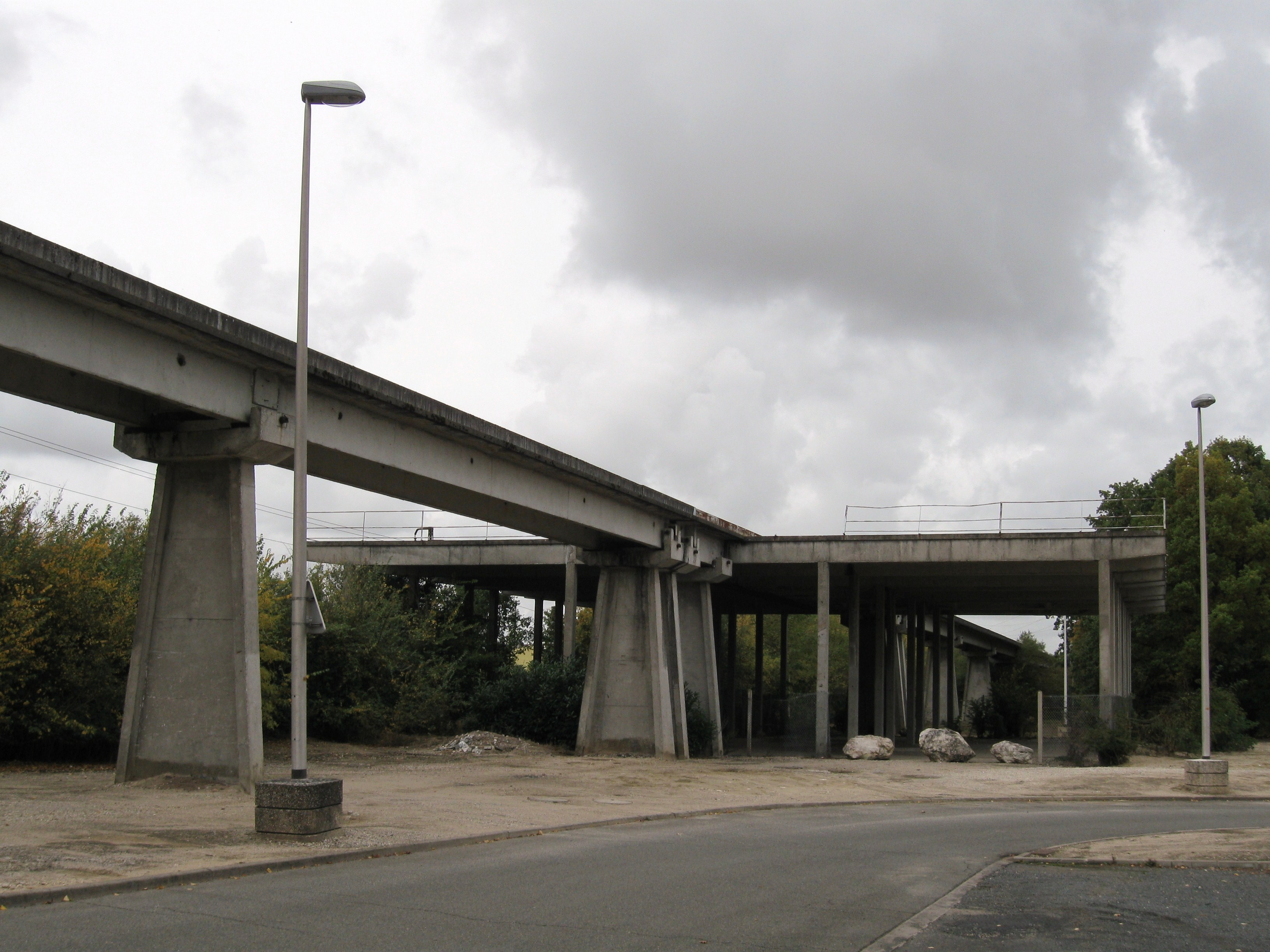
路線の一部

オルレアン実験線(オルレアンじっけんせん、フランス語：Voie d'essai de l'aérotrain d'Orléans)はフランスのオルレアンにある、かつて開発されていた空気浮上式鉄道であるアエロトランの実験線である。

## 概要
浮上式鉄道の実験線としては早い時期に建設された。

## 試験線
パリの南方100kmのロワレ県に位置しており、全長18kmでほぼ直線である。高さ10mの高架で鉄筋コンクリート造である。実用化された場合には延伸してパリまで15分で到達する予定だった。格納庫がChevillyの中央のプラットホームにあり、試験線の両端には列車が方向転換する為にそれぞれ転車台があった。

## 歴史
アエロトランの実験は当初実験線はエソンヌ県セーヌ=エ=オワーズのGometz-le-ChâtelとLimours間の6.7kmが建設されたが、高速化のためには手狭になりオルレアンで改めて建設が決められた。

### 建設
1969年にジャン・ベルタンのベルタン・テクノロジーズによって建設された。

### 現状
計画の廃止後、景観論争を巻き起こした。一部では撤去作業が進みつつある。Spacetrainが浮上式鉄道の試験を2020年から計画している。

## オルレアン実験線での成果
I80-HVは、1974年3月5日に当時の磁気浮上、空気浮上を問わず、浮上式鉄道の世界記録である430.4km/hの世界最高速度を樹立した。